# Колумбијска вриштећа сова
Колумбијска вриштећа сова (лат. Megascops colombianus) врста је сове из породице правих сова. Живи у Колумбији и Еквадору. Њена природна станишта су суптропске и тропске планинске шуме, а тренутно је њено станиште у нестајању.